# Xamotérol
Le xamotérol est un agoniste partiel des récepteurs β1. Il est proposé et utilisé principalement dans le traitement de l'insuffisance cardiaque.